# 塔珀萊克 (紐約州)
塔珀萊克（英語：Tupper Lake）是一個位於美國紐約州富蘭克林縣的鎮。

## 人口
根據2020年美國人口普查的數據，塔珀萊克的面積為336.97平方千米，當中陸地面積為303.93平方千米，而水域面積為33.03平方千米。當地共有人口5147人，而人口密度為每平方千米15人。